# Otto Farrant
Otto Farrant (* 13. November 1996 in Hammersmith) ist ein britischer Film- und Theaterschauspieler.

## Leben und Wirken
Im Alter von 11 Jahren begann Farrant, in Theaterproduktionen aufzutreten. Er spielte unter anderem schon am Royal National Theater in London, am Young Vic London und am Globe Theater London. 2010 feierte er sein Kinodebüt in Kampf der Titanen in der Rolle des jungen Perseus, nachdem er bereits 2007 im Kurzfilm Picnic erste Erfahrungen als Filmschauspieler sammelte. 2011 spielte er im Film Lachsfischen im Jemen,  2013 für fünf Folgen in der BBC-Serie The White Queen. Von 2020 bis 2024 spielte er die Hauptrolle des Alex Rider in der gleichnamigen Amazon-Serie.

## Veröffentlichungen (Auswahl)

### Filmografie
- 2007: Picnic (Kurzfilm)
- 2010: Kampf der Titanen (Clash of the Titans)
- 2011: Lachsfischen im Jemen (Salmon Fishing in the Yemen)
- 2011: Das Geheimnis der Geister von Craggyford (The Great Ghost Rescue)
- 2013: The White Queen (Fernsehserie, fünf Folgen)
- 2014: Silk – Roben aus Seide (Silk, Fernsehserie, Folge 3.03)
- 2016: Marcella (Fernsehserie, Folgen 1.01 und 1.03)
- 2016: Krieg und Frieden (War & Peace, Fernsehserie, Folgen 1.04–1.06)
- 2018: Mrs Wilson (Fernsehserie, Folgen 1.01–1.03)
- 2020–2024: Alex Rider (Fernsehserie, 24 Folgen)
- 2021: Im Herzen des Dschungels (Edge of the world)

### Theatrografie
- 2008: The Merry Wives of Windsor am Shakespeare’s Globe Theater London, Regie: Christopher Luscombe[2]
- 2008: Ödipus am Royal National Theater London, Regie: Jonathan Kent[3]
- 2014: Endstation Sehnsucht am Young Vic London, Regie: Benedict Andrews[4]
- 2017: Little Platoons am Bush Theater London, Regie: Nathan Curry[5]
- 2017: Spools auf dem International Dublin Gay Theatre Festival, Regie: Finn Cooke und Otto Farrant[6]